# Ron Klain
Ronald A. Klain (8 de agosto de 1961) é um consultor político americano, ex-lobista, político e advogado. Membro do Partido Democrata, foi chefe de gabinete de dois vice-presidentes dos Estados Unidos: Al Gore (1995–1999) e Joe Biden (2009–2011). Depois de casos relatados do vírus Ébola nos Estados Unidos, ele foi nomeado por Barack Obama para servir como Coordenador de Resposta ao Ébola da Casa Branca no final de 2014, atuando no início de 2015.
No início de 2020, ele juntou-se à campanha presidencial de Biden como conselheiro sénior. Após a vitória, o presidente eleito Joe Biden anunciou que Ron Klain serviria como Chefe de Gabinete da Casa Branca em 12 de novembro, ficando no cargo de janeiro de 2021 até fevereiro de 2023.

## Carreira

### Escriturário e Capitol Hill
Klain foi um caixeiro de lei para a Suprema Corte de Justiça Byron White durante os 1987 e 1988 termos. De 1989 a 1992, ele atuou como Conselheiro Chefe do Comité Judiciário do Senado dos Estados Unidos, supervisionando o trabalho da equipe jurídica em questões de direito constitucional, direito penal, e nomeações para a Suprema Corte, incluindo a de 1991 de Clarence Thomas para a Suprema Corte. Ele atuou como diretor legislativo dos EUA Ed Markey (D – MA). Em 1995, o senador Tom Daschle o nomeou Diretor de Equipe do Comité de Liderança Democrática do Senado.

### Administração Clinton
Klain ingressou na campanha Clinton-Gore em 1992 onde esteve envolvido em ambas as campanhas presidenciais de Bill Clinton. Ele supervisionou as nomeações judiciais de Clinton. Na Casa Branca, Klain foi  Conselheiro Associado do Presidente, direcionando esforços das seleções judiciais e liderar a equipe para a confirmação da Suprema Corte de Justiça Ruth Bader Ginsburg. Em 1994, ele tornou-se chefe de gabinete e conselheiro da procuradora-geral Janet Reno e, em 1995, chefe de gabinete de Al Gore.

### Administração Obama 2008–2015
Em 12 de novembro de 2008, Roll Call anunciou que Klain havia sido escolhido para servir como Chefe de Gabinete do Vice-Presidente Joe Biden , a mesma função que ele serviu para Gore.
Klain havia trabalhado com Biden, tendo atuado como advogado no Comité do Senado dos Estados Unidos sobre o Judiciário, enquanto Biden presidia o comité e auxiliava a equipe de redação dos discursos de Biden durante a campanha presidencial de 1988.
Klain foi mencionado como um possível substituto para o chefe de gabinete da Casa Branca, Rahm Emanuel, mas optou por deixar a Casa Branca, por um cargo no setor privado em janeiro de 2011.
Em 2011, a meio de preocupações sobre se a agora extinta empresa de painéis solares Solyndra era viável, Klain aprovou uma visita de Obama, afirmando: "A realidade é que se POTUS visitou 10 desses lugares nos próximos 10 meses, provavelmente alguns serão barriga -up até o dia das eleições de 2012." Em 17 de outubro de 2014, Klain foi nomeado o " coordenador da resposta ao Ebola ", às vezes referido como "czar" do Ébola. Embora Klain, de acordo com Julie Hirschfeld Davis escrevendo no The New York Times, não tivesse "nenhum registro ou experiência em Ébola, ou mesmo, especificamente em saúde pública no modo geral", a escolha foi elogiada por Ezra Kleinpor sua experiência burocrática com agências de coordenação. O seu mandato como coordenador de resposta ao Ébola terminou em fevereiro de 2015.
Desde que deixou a administração Obama, Klain trabalhou como consultor externo para o Fundo de Ameaças Globais da Skoll Foundation,  e é vice-presidente executivo e conselheiro geral da empresa de investimentos Revolution LLC.

## Administração Biden

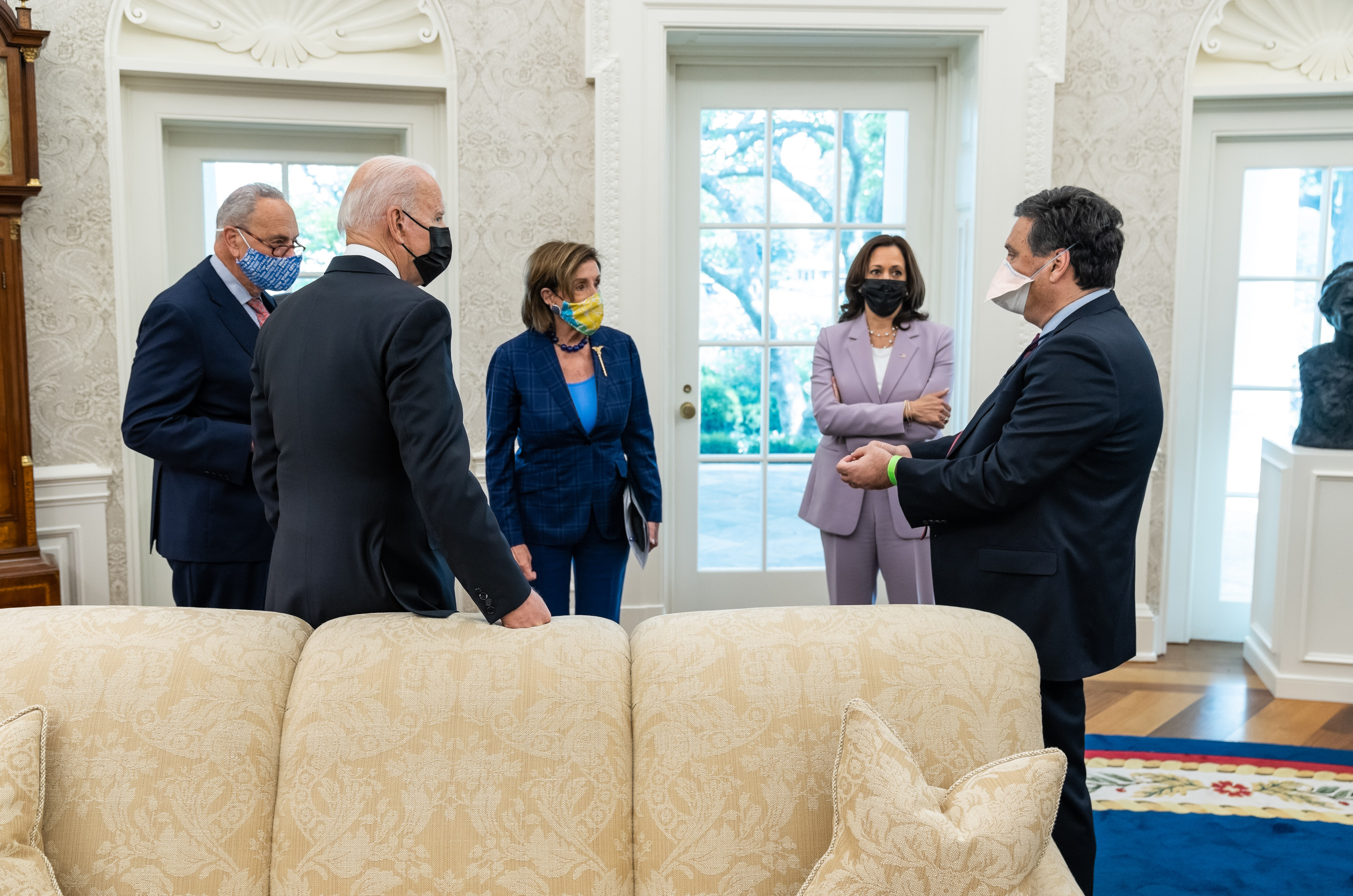
Klain com o presidente Joe Biden, a vice-presidente Kamala Harris, Nancy Pelosi e Chuck Schumer na Sala Oval, julho de 2021

Durante a campanha de Biden de 2020, Klain atuou como consultor na pandemia de Covid-19. Em abril de 2020, ele disse à Wired: "Se vamos fazer o Covid-19 desaparecer, precisaremos de uma taxa de vacinação muito alta. O desafio número um da saúde pública de 2021 será levar as pessoas tomar a vacina".  A 11 de novembro de 2020, foi anunciado que o presidente eleito Joe Biden havia selecionado Klain para ser o Chefe de Gabinete da Casa Branca.
Klain recebeu elogios pelas suas habilidades organizacionais e pela sua capacidade de resposta ao servir como chefe de gabinete do presidente Biden, ao mesmo tempo em que recebeu críticas por estar excessivamente preocupado com a opinião da elite, como refletido na sua presença ativa no Twitter, e por estar muito alinhado com o bloco mais à esquerda do seu partido. Durante o primeiro ano no cargo, Klain usou o Twitter, dizendo: "Acho que estar no Twitter é útil como um sistema de alerta antecipado de coisas que, para ser honesto, os repórteres estão falando". Também usa a plataforma para mirar nos críticos e divulgar mensagens pró-Biden.
Ele deixou a posição de Chefe de Gabinete da Casa Branca em fevereiro de 2023.

## Vida pessoal
É casado com Monica Medina, advogada, consultora e cofundadora do Our Daily Planet, uma plataforma de notícias ambientais. Eles eram namorados no tempo da faculdade em Georgetown e em fevereiro de 2019 ele twittou que estavam comemorando o seu 40º Dia dos Namorados juntos. Eles têm três filhos adultos, Hannah, Michael e Daniel.
Em divulgações financeiras, Klain relatou possuir ativos no valor entre 4,4 milhões de dólares e 12,2 milhões de dólares em 2021, em comparação com1,4 milhão e 3,5 milhões de dólares em 2009. Ele recebeu um salário de quase 2 milhões de dólares em 2020 da empresa de capital de risco Revolution LLC, onde atuou como advogado-geral e vice-presidente executivo. Em 2009, relatou ganhar um salário de 1 milhão de dólares.
Klain mora no que o New York Times chama de "enclave verdejante do poder" de Chevy Chase, Maryland, com vizinhos que incluem o presidente do Supremo Tribunal John Roberts e o juiz Brett Kavanaugh. Referiu-se à sua grande casa como “a casa que O'Melveny construiu”, depois do seu tempo lucrativo no escritório de advocacia internacional O'Melveny & Myers.